# Лейб Сорес

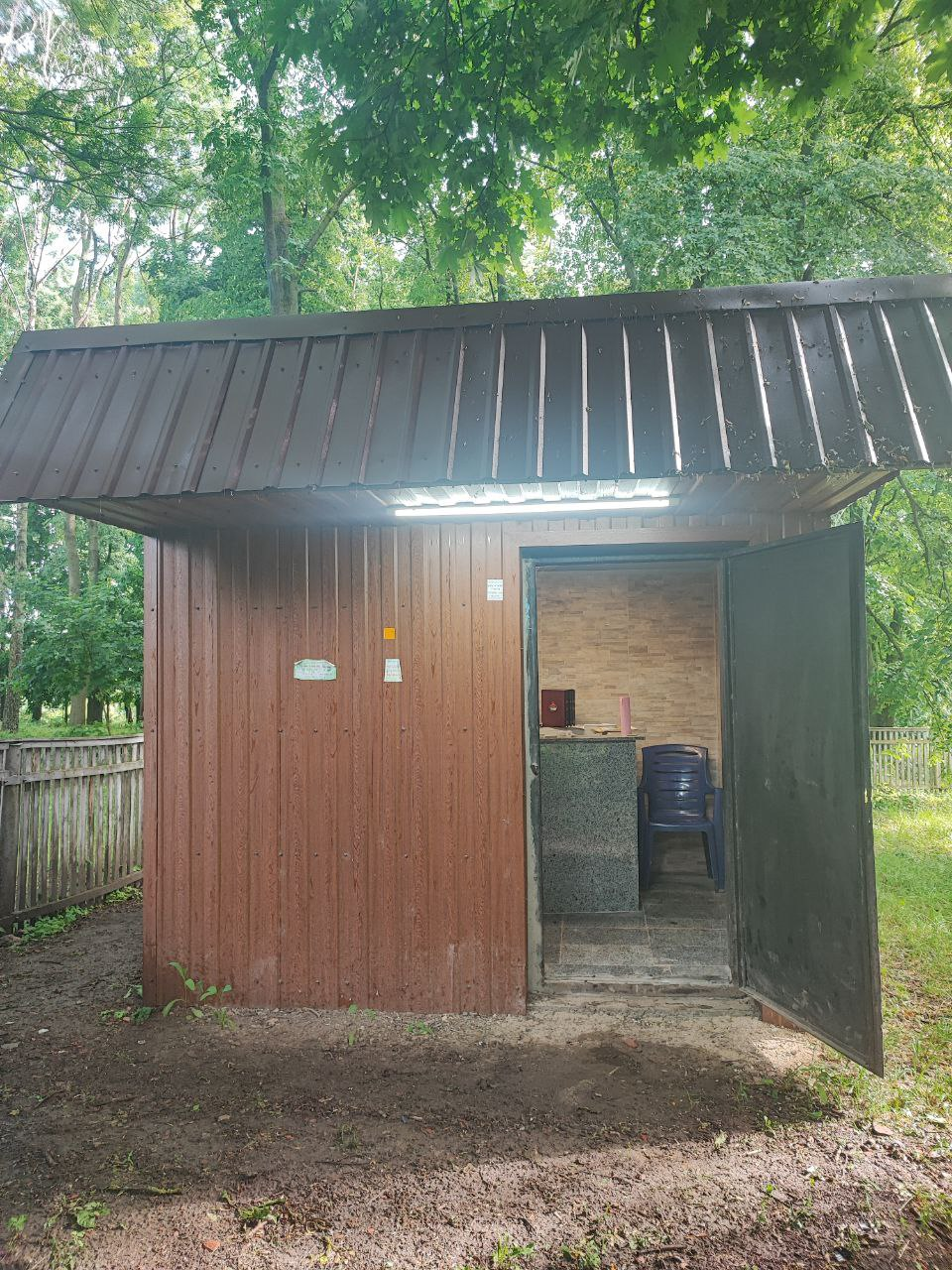
Огель Лейб Сореса у Ялтушкові

Реб Лейб Сорес, Іуда бен-Йосип з Рівного, також Сурес, або Сара (ідиш ד׳ ליב שדה׳ם, нар. 1730 – пом. 4 березня 1791 або 1797, Ялтушків, Подільська губернія, Російська імперія) — хасидський діяч другої половини 18 століття, мандруючий цадик, герой легенд галицьких та подільських євреїв, у яких він творив чудеса та перемагав ворогів єврейського народу. Деякими вважався одним із 36 скритих праведників в юдаїзмі, на яких тримається світ (т.зв. ламедвовник). Учень раббі Баал Шем Това та Дов-Бера з Межиріча. Прославився тим, що збирав гроші на викуп євреїв із неволі та полону.
У народних переказах Лейб Сорес є містичним, всюдисущим цадиком, завсідником усіх ярмарків, народних зібрань, який об'їздив Польщу, Волинь, Поділля тощо. Скрізь він здійснює подвиги, встає на захист бідних та слабких, бореться із сильними цього світу, які готують усілякі гоніння на єврейський народ. Так, за сюжетом однієї із легенд, Лейб Сорес протягом 7 років кожну ніч літав із Галичини до Віденського палацу, де приймав невидимий облік та колов ножем австрійського імператора Йосипа II, чим довів його до смерті.
Похований у Ялтушкові Вінницької області.
Згідно легенди, Лейб Сорес заповів поховати себе під відкритим небом, тривалий час його могила знаходилася в занепаді. У 1991 році на гроші рабина Лейба Сіркіса з Нью-Йорку над могилою був збудований огель та проведена реконструкція.